# Bulbophyllum corythium
Bulbophyllum corythium là một loài phong lan thuộc chi Bulbophyllum.